# Manufacturas Mecánicas Aleu

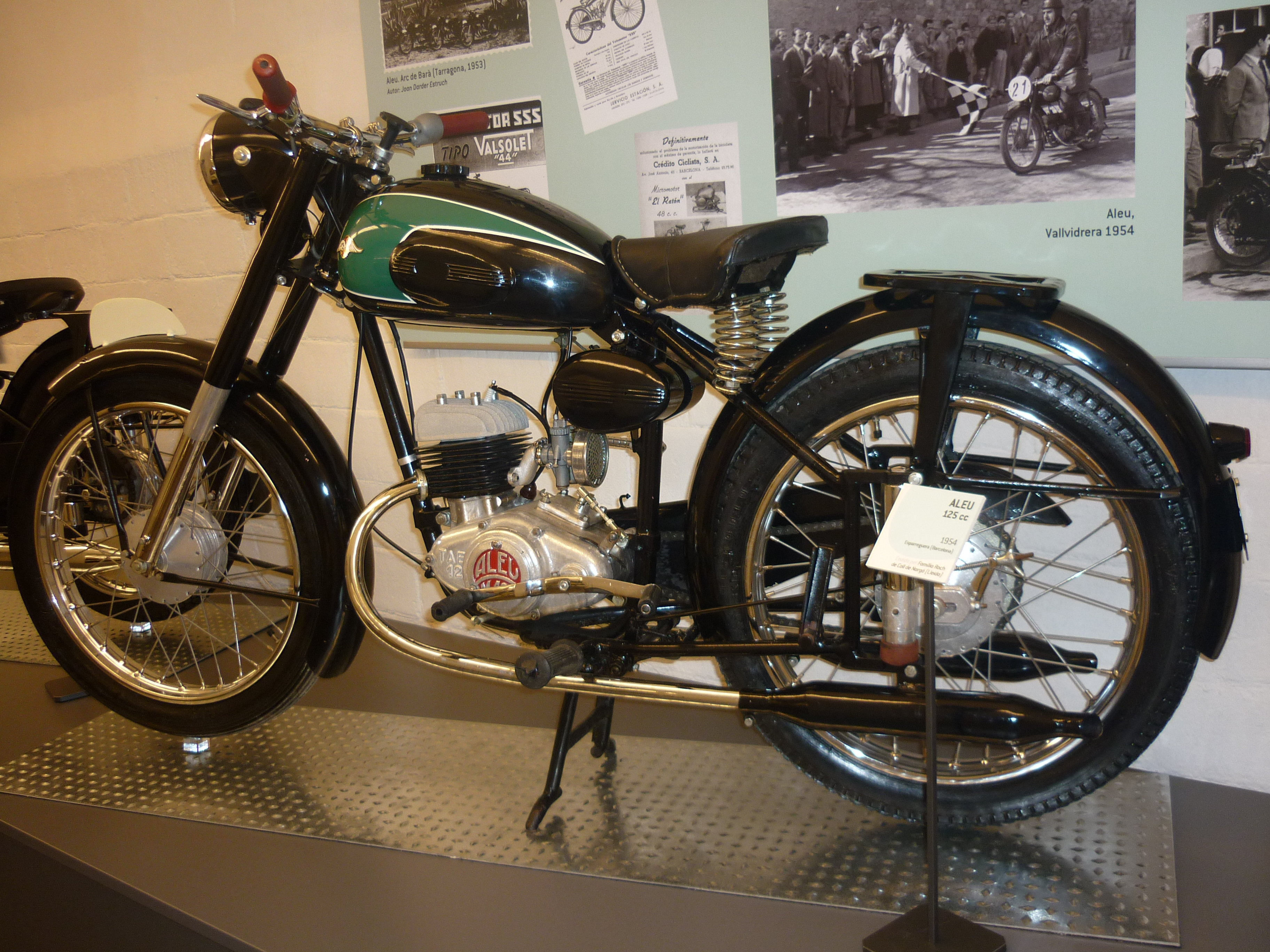
Aleu Motorrad

Manufacturas Mecánicas Aleu S.A. war ein spanischer Hersteller von Motorrädern und Automobilen.

## Unternehmensgeschichte
Das Unternehmen aus Esparreguera produzierte bereits seit 1953 Motorräder, als es 1954 zusätzlich die Produktion von Automobilen aufnahm. 1956 endete die Produktion.

## Fahrzeuge

### Motorräder
Die Motorräder verfügten über einen Einzylinder-Zweitaktmotor mit 200 cm³ Hubraum, Dreiganggetriebe und Fußschaltung.

### Automobile
Das einzige Modell war der Bambi, auch als Autobambi bezeichnet, vorgestellt 1954 auf der Feria de Muestras in Barcelona. Dies war ein Dreirad, bei dem sich das einzelne Rad hinten befand. Das offene, türlose Fahrzeug bot Platz für zwei Personen und wog nur 145 Kilogramm. Für den Antrieb sorgte ein Einzylinder-Zweitaktmotor mit 200 cm³ Hubraum im Heck. Die bauartbedingte Höchstgeschwindigkeit war mit 75 km/h angegeben.